# Saint-Denis-d'Authou
Saint-Denis-d'Authou är en kommun i departementet Eure-et-Loir i regionen Centre-Val de Loire strax norr om centrala Frankrike. Kommunen ligger i kantonen Thiron-Gardais som tillhör arrondissementet Nogent-le-Rotrou. År 2018 hade Saint-Denis-d'Authou 475 invånare.

## Befolkningsutveckling
Antalet invånare i kommunen Saint-Denis-d'Authou
Referens:INSEE